# Jean Bazaine
Jean Bazaine (Paris, 21 de dezembro de 1904 - Clamart, 4 de março de 2001) foi um pintor, artista plástico e escritor francês.

## Biografia
Jean Bazaine estudou pintura na École des Beaux-Arts e literatura na Sorbonne.
Em 1924, logo após realizar duas viagens pela Itália ele começou a sua carreira de pintor. A sua primeira exibição ocorreu em 1930, junto com um grupo em que estavam também Jean Fautrier, Jean Pougny e Marcel Gromaire. Posteriormente, ele foi incentivado por Pierre Bonnard e em 1932, realizou a sua primeira exposição individual.
Entre as suas obras destacam-se a série de policromos para a igrexa de Assy (1950) e um grande mural de cerâmica em Audincourt. Realizou também mosaicos para a Unesco (1958) e para o palácio de Luxemburgo (1987). Bazaine foi colunista sobre artes para as revistas Temps Présent e Poésie 43, além de ter sido autor de Notes sur la peinture d'aujourd'hui (1948)